# Sorry (Kensington)
Sorry is een nummer van de Nederlandse band Kensington. Het is het zesde nummer op het album Control uit 2016. Op 1 november van dat jaar werd het nummer uitgebracht als de tweede single van het album. Het nummer werd uitgeroepen tot Alarmschijf en bereikte de vijftiende plaats in de Nederlandse Top 40.
Volgens de band is "Sorry" een anti-liefdeslied, waarin zanger Eloi Youssef sorry zegt "voor alles wat hij niet heeft gedaan, niet heeft kunnen zijn en niet heeft gezegd".

## Hitnoteringen

### Nederlandse Top 40
| Hitnotering: 12-11-2016 t/m 04-03-2017 | Hitnotering: 12-11-2016 t/m 04-03-2017 | Hitnotering: 12-11-2016 t/m 04-03-2017 | Hitnotering: 12-11-2016 t/m 04-03-2017 | Hitnotering: 12-11-2016 t/m 04-03-2017 | Hitnotering: 12-11-2016 t/m 04-03-2017 | Hitnotering: 12-11-2016 t/m 04-03-2017 | Hitnotering: 12-11-2016 t/m 04-03-2017 | Hitnotering: 12-11-2016 t/m 04-03-2017 | Hitnotering: 12-11-2016 t/m 04-03-2017 | Hitnotering: 12-11-2016 t/m 04-03-2017 | Hitnotering: 12-11-2016 t/m 04-03-2017 | Hitnotering: 12-11-2016 t/m 04-03-2017 | Hitnotering: 12-11-2016 t/m 04-03-2017 | Hitnotering: 12-11-2016 t/m 04-03-2017 | Hitnotering: 12-11-2016 t/m 04-03-2017 | Hitnotering: 12-11-2016 t/m 04-03-2017 | Hitnotering: 12-11-2016 t/m 04-03-2017 | Hitnotering: 12-11-2016 t/m 04-03-2017 |
| Week                                   | 1                                      | 2                                      | 3                                      | 4                                      | 5                                      | 6                                      | 7                                      | 8                                      | 9                                      | 10                                     | 11                                     | 12                                     | 13                                     | 14                                     | 15                                     | 16                                     | 17                                     |                                        |
| -------------------------------------- | -------------------------------------- | -------------------------------------- | -------------------------------------- | -------------------------------------- | -------------------------------------- | -------------------------------------- | -------------------------------------- | -------------------------------------- | -------------------------------------- | -------------------------------------- | -------------------------------------- | -------------------------------------- | -------------------------------------- | -------------------------------------- | -------------------------------------- | -------------------------------------- | -------------------------------------- | -------------------------------------- |
| Nummer                                 | 23                                     | 17                                     | 15                                     | 17                                     | 16                                     | 16                                     | 16                                     | 18                                     | 19                                     | 22                                     | 21                                     | 23                                     | 24                                     | 27                                     | 28                                     | 32                                     | 40                                     | uit                                    |

### Single Top 100
| Hitnotering: 05-11-2016 t/m 18-03-2017 | Hitnotering: 05-11-2016 t/m 18-03-2017 | Hitnotering: 05-11-2016 t/m 18-03-2017 | Hitnotering: 05-11-2016 t/m 18-03-2017 | Hitnotering: 05-11-2016 t/m 18-03-2017 | Hitnotering: 05-11-2016 t/m 18-03-2017 | Hitnotering: 05-11-2016 t/m 18-03-2017 | Hitnotering: 05-11-2016 t/m 18-03-2017 | Hitnotering: 05-11-2016 t/m 18-03-2017 | Hitnotering: 05-11-2016 t/m 18-03-2017 | Hitnotering: 05-11-2016 t/m 18-03-2017 | Hitnotering: 05-11-2016 t/m 18-03-2017 | Hitnotering: 05-11-2016 t/m 18-03-2017 | Hitnotering: 05-11-2016 t/m 18-03-2017 | Hitnotering: 05-11-2016 t/m 18-03-2017 | Hitnotering: 05-11-2016 t/m 18-03-2017 | Hitnotering: 05-11-2016 t/m 18-03-2017 | Hitnotering: 05-11-2016 t/m 18-03-2017 | Hitnotering: 05-11-2016 t/m 18-03-2017 | Hitnotering: 05-11-2016 t/m 18-03-2017 | Hitnotering: 05-11-2016 t/m 18-03-2017 | Hitnotering: 05-11-2016 t/m 18-03-2017 |
| Week:                                  | 1                                      | 2                                      | 3                                      | 4                                      | 5                                      | 6                                      | 7                                      | 8                                      | 9                                      | 10                                     | 11                                     | 12                                     | 13                                     | 14                                     | 15                                     | 16                                     | 17                                     | 18                                     | 19                                     | 20                                     |                                        |
| -------------------------------------- | -------------------------------------- | -------------------------------------- | -------------------------------------- | -------------------------------------- | -------------------------------------- | -------------------------------------- | -------------------------------------- | -------------------------------------- | -------------------------------------- | -------------------------------------- | -------------------------------------- | -------------------------------------- | -------------------------------------- | -------------------------------------- | -------------------------------------- | -------------------------------------- | -------------------------------------- | -------------------------------------- | -------------------------------------- | -------------------------------------- | -------------------------------------- |
| Positie:                               | 46                                     | 44                                     | 43                                     | 35                                     | 26                                     | 27                                     | 31                                     | 28                                     | 43                                     | 34                                     | 34                                     | 30                                     | 28                                     | 32                                     | 47                                     | 63                                     | 70                                     | 62                                     | 77                                     | 80                                     | uit                                    |

### NPO Radio 2 Top 2000
| Nummer met noteringen in de NPO Radio 2 Top 2000 | '16 | '17 | '18 | '19 | '20 | '21 | '22 | '23 | '24 |
| ------------------------------------------------ | --- | --- | --- | --- | --- | --- | --- | --- | --- |
| Sorry                                            | 365 | 60  | 75  | 63  | 76  | 64  | 82  | 90  | 99  |

1. ↑  Een vetgedrukt getal geeft de hoogste notering aan.
2. ↑  2016 was het eerste jaar met een notering voor dit nummer.

Eloi Youssef · Casper Starreveld · Niles Vandenberg · Jan Haker